# Miguel Roca Mas
Miguel Roca Mas (geboren 1936 in Granollers)  ist ein spanischer Handballfunktionär sowie ehemaliger Handballtrainer und Handballspieler.

## Handballspieler
Als Handballspieler war er für BM Granollers aktiv. Mit dieser Mannschaft gewann er in den Jahren 1960 und 1961 die spanische Meisterschaft in der División de Honor.

## Handballtrainer
Roca war nach seiner Spielerkarriere als Handballtrainer aktiv. Er trainierte den BM Granollers, mit dem er in den Jahren 1966, 1967, 1968, 1970, 1971, 1972 und 1974 jeweils die spanische Meisterschaft in der División de Honor sowie 1970 und 1974 den spanischen Pokalwettbewerb, die Copa del Generalísimo, gewann. Mit seiner Mannschaft gewann er von April 1969 bis Februar 1972 insgesamt 72 Spiele in Folge.
Ab 1974 war er Trainer von Calpisa d’Alacant. Mit der Mannschaft aus Alacant gewann Roca 1975, 1976, 1977 und 1978 die División de Honor sowie 1975, 1976 und 1977 die Copa del Rey.
Seine letzte Station als Trainer war der FC Barcelona, mit dem er 1980 die Meisterschaft (vor Calpisa) gewann.

## Handballfunktionär
Roca war technischer Direktor der Federación catalana de Balonmano, des Handballverbands Kataloniens. Er leitete das Organisationsbüro der Handballwettbewerbe der Olympischen Sommerspiele 1992 in Granollers.
Er arbeitete ab 1988 als Manager bei der Asobal, des Verbands spanischer Handballvereine, ab 2003 als deren Präsident. Roca war Schatzmeister der Internationalen Handballföderation (IHF). Er legte im September 2006 sein Amt als Präsident der Asobal nieder und begründete diesen Schritt mit unterschiedlichen Meinungen zwischen der Asobal und der Europäischen Handballföderation (EHF) und der Unvereinbarkeit mit seinem Amt bei der IHF. Von 2009 bis 2017 war er Vizepräsident der IHF. Beim IHF-Kongress 2017 wurde er nicht wiedergewählt.

## Ehrungen
- Real Orden al Mérito Deportivo 2016[8]
- Orden Olímpica 2018[4]
- EHF Honorary Award 2024[3]